# Эктов, Евгений Александрович
Евгений Александрович Эктов (род. 1 сентября 1986) — казахстанский легкоатлет (тройной прыжок), мастер спорта Республики Казахстан международного класса .

## Биография
Е. А. Эктов выступает за «Вооруженные силы» (Петропавловск). Тренеры: Александр Эктов и Нина Эктова. Победитель Чемпионата Азии 2011 г. в Кобе. Обладатель нескольких медалей чемпионатов Азии, Азиатских игр. Выиграл лицензию на лондонскую Олимпиаду — 2012 на Мемориале Гусмана Косанова (Алматы), показав в тройном прыжке результат 17,22 м. На Олимпиаде прыгнул лишь на 16,31 м, что позволило стать только 19-м и закончить выступления на предварительном этапе.

## Результаты
на открытом воздухе
- Прыжок в длину — 7,77 —  Бишкек (31.05.2008)
- Тройной прыжок — 17,22 —  Алмата (30.06.2012)

в помещении
- Тройной прыжок — 16,44 —  Ханой (02.11.2009)

## Семья
Жена — Ирина Литвиненко — казахстанская легкоатлетка (тройной прыжок). Есть дочь Яна (2010 г.р.).